# Addis-Alem
Pour les articles homonymes, voir Addis Alem et Ejere.
Addis-Alem (Ge'ez: አዲስ አለም) ou Ejere (en oromo : Ejjeree) est une ville d'Éthiopie, dans la région Oromia, à l'ouest de la capitale, Addis-Abeba. C'est la plus grande ville du woreda Ejere.
La ville est connue pour sa Basilique Sainte Myriam et son musée qui brûla en 1997 mais qui fut rouvert après des travaux.

## Histoire
Addis Alem a été fondée en 1900 par l'Empereur Ménélik II pour devenir la nouvelle capitale du pays. Alors que près de 20 000 Oromos s'activaient à la construction des édifices de la nouvelle ville, l'empereur décida finalement en 1903 qu'Addis-Abeba resterait la capitale. En revanche, il fit de la ville sa résidence d'été. La première route pavée d'Éthiopie fut construite entre Addis Alem et la capitale, les travaux ayant débuté en 1903.
Vers 1930, le bois utilisé pour les bâtiments d'Addis Abeba provenait majoritairement des forêts avoisinantes. Durant l'occupation italienne, une usine de production de chaux fut construite. Le 2 décembre 1940, un groupe de patriotes éthiopiens (arbegnoch) attaqua la garnison italienne qui perdit durant la bataille 78 hommes, plus de 2 000 fusils, canons et grenades. Le 3 avril 1941, les Italiens envoyèrent un régiment de cavalerie de 450 hommes pour reprendre Addis Alem. Les troupes italiennes furent rapidement réduites à néant par les Arbegnoch et seuls 50 hommes parvinrent à s'échapper vivant.
Un grand nombre d'artistes réputés ont leur nom associé à la ville. L'église d'Addis Alem possède quelques œuvres d'Abebe Wolde Giorgis (1897-1967) qui étudia la peinture et la sculpture en France pendant 18 ans et contribua à plusieurs œuvres de la Basilique Sainte Myriam. On peut également citer Worku Mammo Dessalegn, né à Addis Alem en 1935 ou Tadesse Bedaso Begna né lui aussi à Addis Alem en 1943.